# Hermann Mayer Salomon Goldschmidt
| Odkryte planetoidy: 14 | Odkryte planetoidy: 14 |
| ---------------------- | ---------------------- |
| (21) Lutetia           | 15 listopada 1852      |
| (32) Pomona            | 26 października 1854   |
| (36) Atalante          | 5 października 1855    |
| (40) Harmonia          | 31 marca 1856          |
| (41) Daphne            | 22 maja 1856           |
| (44) Nysa              | 27 maja 1857           |
| (45) Eugenia           | 27 czerwca 1857        |
| (48) Doris             | 19 września 1857       |
| (49) Pales             | 19 września 1857       |
| (52) Europa            | 4 lutego 1858          |
| (54) Alexandra         | 10 września 1858       |
| (56) Melete            | 9 września 1859        |
| (61) Danaë             | 9 września 1860        |
| (70) Panopaea          | 5 maja 1861            |

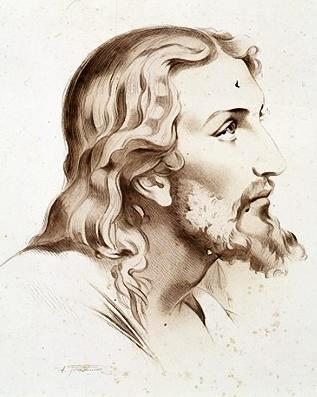
Chrystus – rysunek autorstwa Hermanna Mayera Salomona Goldschmidta

Hermann Mayer Salomon Goldschmidt (ur. 17 czerwca 1802 we Frankfurcie nad Menem, zm. 30 sierpnia 1866 w Fontainebleau) – niemiecki malarz i astronom, od 1836 roku mieszkał w Paryżu we Francji. Astronomią zainteresował się dopiero w 1847 roku. Obserwacje prowadził z okien swojej pracowni malarskiej oraz pokoju na poddaszu, który służył mu za sypialnię. W latach 1852–1861 odkrył 14 planetoid.
W 1861 roku otrzymał Złoty Medal Królewskiego Towarzystwa Astronomicznego. Francuska Akademia Nauk ośmiokrotnie przyznała mu Nagrodę Lalande’a, zaś w 1857 roku otrzymał Order Narodowy Legii Honorowej.
Jego imieniem nazwano planetoidę (1614) Goldschmidt oraz krater księżycowy Goldschmidt.